# Larry Miller

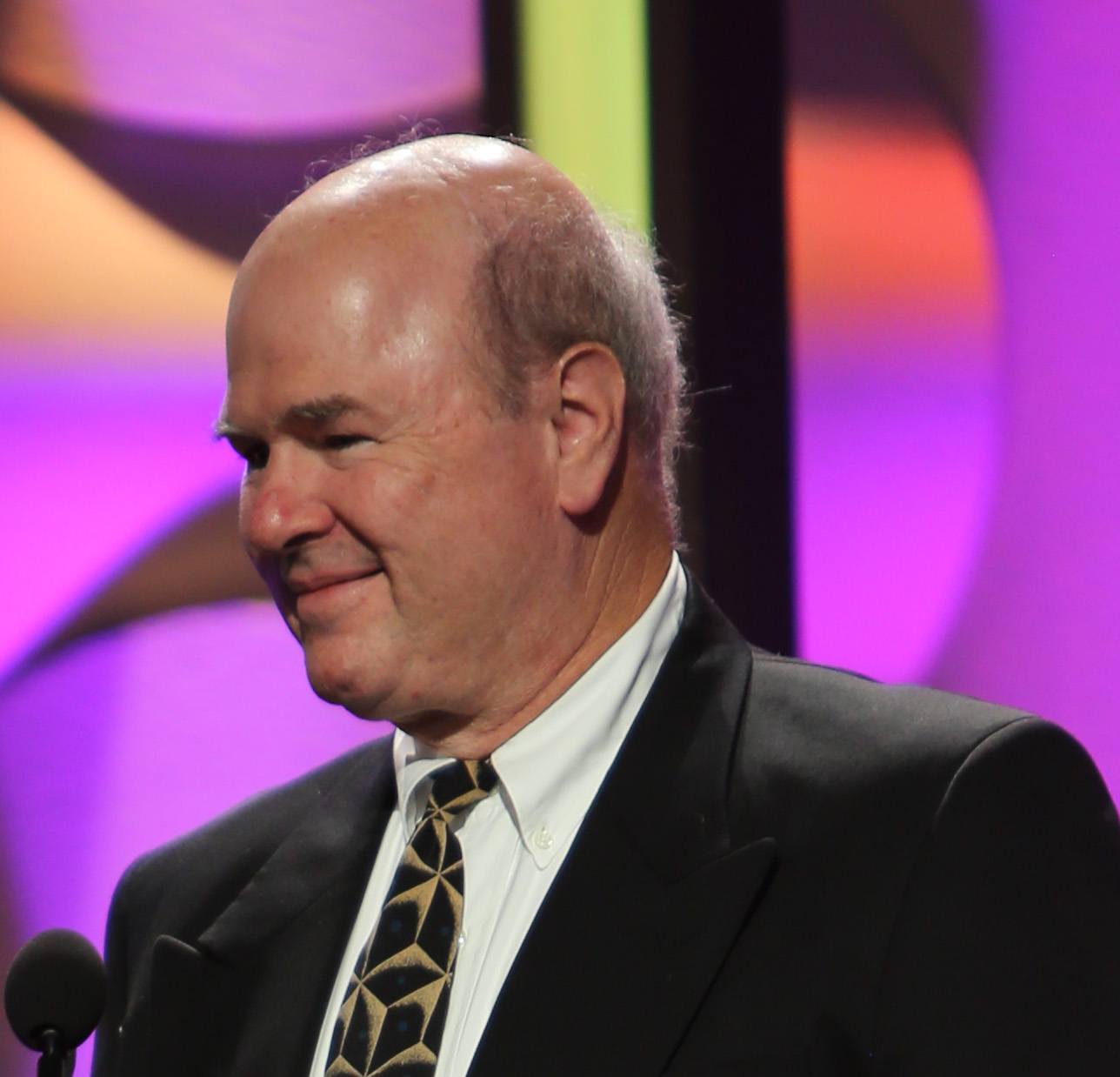
Larry Miller, 2014

Larry Miller (* 15. Oktober 1953 in Valley Stream, New York als Lawrence J. Miller) ist ein US-amerikanischer Schauspieler und Komiker. Bekannt wurde er durch zahlreiche Nebenrollen in Filmen und Serien.

## Leben und Karriere
Nach dem Besuch der Valley Stream South High School machte er einen Abschluss in Musik am Amherst College in Massachusetts.
Verheiratet ist er mit Eileen Conn, mit der er auch einen Sohn, Evan Matthew Miller (* 1996) hat.
Larry Miller versuchte sich als Piano- und Trommelspieler in Bars in New York City, wurde aber schon bald als Stand-up Comedian bekannt. Seine Arbeit als Schauspieler begann Miller erst in den 1980er Jahren, den Durchbruch erzielte er 1990 als übereifriger Filialleiter einer Boutique in Pretty Woman. Es folgten Auftritte in Filmen und Serien, unter anderem in Undercover Blues – Ein absolut cooles Trio, Plötzlich Prinzessin, Seinfeld und Meine wilden Töchter.

## Filmografie (Auswahl)
- 1990: Beinahe ein Engel (Almost An Angel)
- 1990: Pretty Woman
- 1991: Armadillo Bears – Ein total chaotischer Haufen (Necessary Roughness)
- 1991: Der Ritter aus dem All (Suburban Commando)
- 1991: L.A. Story
- 1992: Mach’s nochmal, Columbus (Carry On Columbus)
- 1993: Undercover Blues – Ein absolut cooles Trio (Undercover Blues)
- 1993–1998: Verrückt nach dir (Mad About You, Fernsehserie, 5 Episoden)
- 1994: Corrina, Corrina
- 1995: Seinfeld (Fernsehserie, Episode 6x17)
- 1996: Der verrückte Professor (The Nutty Professor)
- 1997: Zum Teufel mit den Millionen (For Richer or Poorer)
- 1998: Carnival of Souls
- 1998: Chairman of the Board
- 1998: Jerry Seinfeld: I’m Telling You for the Last Time
- 1999: Die Braut, die sich nicht traut (Runaway Bride)
- 1999: 10 Dinge, die ich an Dir hasse (10 Things I Hate About You)
- 1999: Der große Mackenzie (The Big Tease)
- 2000: Familie Klumps und der verrückte Professor (Nutty Professor II: The Klumps)
- 2000–2001: Captain Buzz Lightyear – Star Command (Buzz Lightyear of Star Command, Fernsehserie, 38 Episoden, Stimme)
- 2001: Schlimmer geht’s immer! (What’s the Worst That Could Happen?)
- 2001: Max Keebles großer Plan (Max Keeble’s Big Move)
- 2001: Plötzlich Prinzessin (The Princess Diaries)
- 2002: What’s Up, Dad? (My Wife and Kids, Fernsehserie, 3 Episoden)
- 2002–2003: Meine wilden Töchter (8 Simple Rules, Fernsehserie, 12 Episoden)
- 2003: Gelegenheit macht Liebe (A Guy Thing)
- 2004: Liebe auf Umwegen (Raising Helen)
- 2004: Plötzlich Prinzessin 2 (The Princess Diaries 2: Royal Engagement)
- 2004, 2006, 2008: Boston Legal (Fernsehserie, 4 Episoden)
- 2005: Desperate Housewives (Fernsehserie, 1 Episode)
- 2005: Kiss Kiss, Bang Bang
- 2005, 2007: Monk (Fernsehserie, Episoden 3x13 und 6x10)
- 2006: Lucas, der Ameisenschreck (The Ant Bully, Stimme)
- 2007: Bee Movie – Das Honigkomplott (Bee Movie, Stimme)
- 2007: Blonde Ambition
- 2007: Medium (Medium, Fernsehserie, Episode 3x05)
- 2008: Get Smart
- 2008: Bei Anruf Liebe – The Other End Of The Line (The Other End Of The Line)
- 2009–2010: 10 Dinge, die ich an dir hasse (10 Things I Hate About You, Fernsehserie, 20 Episoden)
- 2010: Gravity (Fernsehserie, 4 Episoden)
- 2011: Happy New Year (New Year’s Eve)
- 2011: Shake It Up – Tanzen ist alles (Shake It Up, Fernsehserie, Episode 2x09)
- 2011, 2019: Navy CIS (NCIS, Fernsehserie, Episoden 9x11, 16×16)
- 2012: God Bless America
- 2012: General Education
- 2015: Road Hard
- 2016: Mother’s Day
- 2018: Rock Steady Row
- 2018: The Man Who Killed Hitler and Then The Bigfoot
- 2018: Manhattan Queen (Second Act)
- 2021: More Than Miyagi: The Pat Morita Story